# Фаби, Коррадо
Корра́до Фа́би (итал. Corrado Fabi, 12 апреля 1961 года, Милан) — итальянский автогонщик, участник чемпионата мира по автогонкам в классе Формула-1. Чемпион Европы Формулы-2 1982 года. Младший брат пилота Формулы-1 и серии CART Тео Фаби.

## Биография
В 1979 году дебютировал в итальянском чемпионате Формулы-3, на следующий год занял третье место в европейском чемпионате Формулы-3, одержав две победы в гонках. В 1981 году стал бронзовым призёром чемпионата Европы Формулы-2, в 1982 году — чемпионом Формулы-2. В 1983 году провёл полный сезон в Формуле-1, выступая за команду «Озелла», очков не набрал. В 1984 году заменял своего брата Тео Фаби в нескольких гонках чемпионата Формулы-1 в команде «Брэбем». Позже ушёл из автогонок и занялся бизнесом.

## Результаты гонок в Формуле-1
| Легенда к таблице |                                                                    |
| --- | ------------------------------------------------------------------ |
| В таблице перечислены результаты всех Гран-при Формулы-1, в которых принимал участие гонщик. Строками таблицы являются сезоны, столбцами — этапы чемпионата мира. В каждой клетке указаны сокращённое название этапа и результат, дополнительно обозначенный цветом. Расшифровка обозначений и цветов представлена в нижеследующей таблице. |                                                                    |
| \| Пример \| Описание \| \| ------------ \| ------------------------------------------------------------------ \| \| 1 \| Победитель \| \| 2 \| Второе место \| \| 3 \| Третье место \| \| 5 \| Финишировал, заработав очки \| \| Сход \| Не финишировал, но при этом заработал очки \| \| 12 \| Финишировал, не получив очков \| \| НКЛ \| Финишировал, но не попал в финальную классификацию \| \| 15 \| Участвовал вне зачёта, либо по отдельной классификации \| \| 18 \| Не финишировал, но попал в финальную классификацию \| \| Сход \| Не финишировал \| \| НКВ \| Не прошёл квалификацию \| \| НПКВ \| Не прошёл предквалификацию \| \| ДСК \| Дисквалифицирован \| \| ИСК \| Исключён из протокола соревнований \| \| ТТ \| Заявлен для участия только в тренировках \| \| НС \| Участвовал в квалификации, но не стартовал в гонке \| \| Т \| Травмирован или болен \| \| ОТК \| Отказ от участия \| \| НТР \| Прибыл на соревнования, но на трассу не выезжал \| \| НПР \| Был заявлен в числе участников, но не прибыл к началу соревнований \| \| О \| Соревнования отменены \| \| \| Не участвовал \| \| Поул-позиция \| \| \| Быстрый круг \| \| |                                                                    |
| Пример | Описание                                                           |
| 1 | Победитель                                                         |
| 2 | Второе место                                                       |
| 3 | Третье место                                                       |
| 5 | Финишировал, заработав очки                                        |
| Сход | Не финишировал, но при этом заработал очки                         |
| 12 | Финишировал, не получив очков                                      |
| НКЛ | Финишировал, но не попал в финальную классификацию                 |
| 15 | Участвовал вне зачёта, либо по отдельной классификации             |
| 18 | Не финишировал, но попал в финальную классификацию                 |
| Сход | Не финишировал                                                     |
| НКВ | Не прошёл квалификацию                                             |
| НПКВ | Не прошёл предквалификацию                                         |
| ДСК | Дисквалифицирован                                                  |
| ИСК | Исключён из протокола соревнований                                 |
| ТТ | Заявлен для участия только в тренировках                           |
| НС | Участвовал в квалификации, но не стартовал в гонке                 |
| Т | Травмирован или болен                                              |
| ОТК | Отказ от участия                                                   |
| НТР | Прибыл на соревнования, но на трассу не выезжал                    |
| НПР | Был заявлен в числе участников, но не прибыл к началу соревнований |
| О | Соревнования отменены                                              |
| | Не участвовал                                                      |
| Поул-позиция |                                                                    |
| Быстрый круг |                                                                    |

| Год  | Команда | 1        | 2       | 3        | 4        | 5       | 6        | 7        | 8        | 9       | 10      | 11     | 12     | 13       | 14      | 15       | 16  | Место | Очки |
| ---- | ------- | -------- | ------- | -------- | -------- | ------- | -------- | -------- | -------- | ------- | ------- | ------ | ------ | -------- | ------- | -------- | --- | ----- | ---- |
| 1983 | Osella  | БРА Сход | СШЗ НКВ | ФРА Сход | САН Сход | МОН НКВ | БЕЛ Сход | ДЕТ НКВ  | КАН Сход | ВЕЛ НКВ | ГЕР НКВ | АВТ 10 | НИД 11 | ИТА Сход | ЕВР НКВ | ЮАР Сход |     | -     | 0    |
| 1984 | Brabham | БРА      | ЮАР     | БЕЛ      | САН      | ФРА     | МОН Сход | КАН Сход | ДЕТ      | ДАЛ 7   | ВЕЛ     | ГЕР    | АВТ    | НИД      | ИТА     | ЕВР      | ПОР | -     | 0    |